# Noaillac
Noaillac é uma comuna francesa na região administrativa da Nova Aquitânia, no departamento da Gironda. Estende-se por uma área de 7,88 km². Em 2010 a comuna tinha 489 habitantes (densidade: 62,1 hab./km²).